# Alicja Majewska
Alicja Majewska (née le 30 mai 1948  à Olbierzowice, dans la gmina de Klimontów, dans le powiat de Sandomierz, dans la voïvodie de Sainte-Croix, dans le centre-sud de la Pologne) est une chanteuse polonaise.

## Biographie
Alicja Majewska fait ses débuts dans la chanson en 1968, à l'âge de 20 ans, au Festival de la chanson soviétique de Zielona Góra, dans l'ouest de la Pologne.
De 1971 à 1974, elle est membre du groupe Partita en tant que chanteuse. En 1975, elle a reçu la plus haute récompense au Festival national de chanson polonaise d'Opole. Elle a également reçu le Grand Prix du festival de Rostock, en 1980 et a été récompensée au Festival de La Havane, à Cuba en 1985.
Alicja Majewska a reçu la médaille du Mérite culturel polonais Gloria Artis,.

## Discographie
- 1976 : Bywają takie dni
- 1987 : Piosenki Korcza i Młynarskiego
- 1989 : For New Love
- 1991 : Kolędy w teatrze STU avec Halina Frąckowiak et Andrzej Zaucha
- 1994 : Jeszcze się tam żagiel bieli - The best of
- 1997 : Świat w kolorze nadziei
- 1999 : Być kobietą - Złota kolekcja
- 2005 : Odkryjemy miłość nieznaną
- 2006 : Majewska - Korcz - Live invités : Z. Wodecki, R. Rynkowski, G. Markowski  et le Chœur de chambre de Strzyżów dirigé par Grzegorza Oliwy
- 2006 : Idzie kolęda, polska kolęda - Alicja Majewska, Włodzimierz Korcz oraz Strzyżowski Chór Kameralny p.d. Grzegorza Oliwy
- 2010 : Golgota Polska. Artyści polscy Janowi Pawłowi II w hołdzie - avec divers artistes
- 2011 : Pieśni sakralne - Alicja Majewska, avec la musique de Włodzimierz Korcz (pl)

## Filmographie

### Chansons
- 1978 Honor dziecka de Feridun Erol (chanson łomienny walczyk)
- 1978 07 zgłoś się (série télévisée) (chanson Między nocą a mgłą)
- 2001 Blok.pl de Marek Bukowski (pl) (chanson Nasze pierwsze słowa)

## Actrice
- 1978 07 zgłoś się (série télévisée)